# František Max Kníže
František Max Kníže (auch Franz Max Kniže; * 7. September 1784 in Drahelčice; † 23. Juli 1840 in Prag) war ein böhmischer Musiker und Komponist.

## Leben und Wirken
Kníže (auch Knjže) wurde als Sohn eines Gutsverwalters der Herrschaft Tachlowitz geboren. Seine musikalische Ausbildung erhielt er in Prag bei Wenzel Johann Tomaschek. Kníže wirkte zuerst als Sänger am Ständetheater, später als Fagottist und Bratschist. Als Musiker war er an mehreren bedeutenden Uraufführungen, darunter Der Freischütz beteiligt. 1833 wurde er Leiter des Chores an der Kirche St. Ignatius in Prag; von 1834 bis zu seinem Tode leitete Kníže den Chor an St. Gallus in Prag. Außerdem spielte Kníže auch Fagott, Viola und Gitarre. Mit der Gitarre beschäftigte er sich theoretisch und praktisch. Im Jahr 1820 schrieb Kníže die erste tschechischsprachige Gitarrenschule („Vollständige Guitarre-Schule“), die in zwei Teilen 1820 und 1822 bei C. W. Enders in Prag erschien. Kníže war mit der Schauspielerin Therese Brunetti verheiratet. Er verstarb 1840 im Kurbad auf der Prager Sophieninsel (Slovanský ostrov) an Herzversagen.

## Werk
Als Liedkomponist griff Kníže anfänglich auf deutsche Texte zurück, da es nur wenige gute tschechische Liedtexte gab. Später arbeitete er mit Václav Hanka zusammen, der ihm zahlreiche Texte lieferte. Im Jahre 1819 veröffentlichte Kníže unter dem Titel Patero písní pro jeden hlas při kytaře neb fortepianu v hudbu uvedených a obětovaných svému Příteli a Vlastenci Václavovi Růžkovi sein erstes Liederheft in tschechischer Sprache. Die in seinem zweiten Liederheft enthaltene Ballade Břetislav wurde auf Versammlungen der Nationalen Wiedergeburtsbewegung gesungen und erlangte im Laufe der Zeit große Popularität. Das in seinem dritten und letzten Liederheft enthaltene Lied Soužení lásky wurde 1980 zum Titel einer Schallplattenaufnahme des Spirituál kvintet mit zwölf Liedern der Nationalen Wiedergeburt, von denen Kníže vier komponierte.
Auf dem Gebiet der Kirchenmusik komponierte Kníže u. a. drei Pastoralmessen in D, F und G, zwei große Messen in F und G sowie eine kleine Messe in B-Dur. Außerdem schuf er Bühnenmusik und veröffentlichte Spiel- und Übungsstücke für Gitarre.
Im Jahre 2006 veröffentlichte Collegium 419 auf der CD František Max Kníže – Pastoral Messe.